# Lenz (1971)
Lenz ist ein deutsches Filmdrama des Regisseurs George Moorse aus dem Jahr 1971. Die Verfilmung basiert auf der gleichnamigen Erzählung von Georg Büchner und wurde vom Literarischen Colloquium Berlin produziert.

## Handlung
Der Poet Lenz, dessen krankhafte Halluzinationen immer unerträglicher werden, erhofft sich von dem sanftmütigen Geistlichen Oberlin Hilfe. Aber dieser weiß auch keinen Rat, die Krankheit seines Freundes betrachtet er als gottgegeben.

## Kritik
Der film-dienst bezeichnete den Film als „ambitionierte Verfilmung“ – die „nicht immer stilsicher“ sei – „mit ästhetisch faszinierender, aber dramaturgisch wenig integrierter Fotografie“. Zudem würden die „tieferen Dimensionen der Geschichte“ nur selten durchscheinen.

## Auszeichnungen
Deutscher Filmpreis 1971
- Filmband in Gold, Darstellerische Leistung
- Filmband in Gold, Bester abendfüllender Spielfilm
- Filmband in Gold, Kameraführung

Deutsche Film- und Medienbewertung (FBW) 1971
- Prädikat: besonders wertvoll